# Felice d'Aquitania

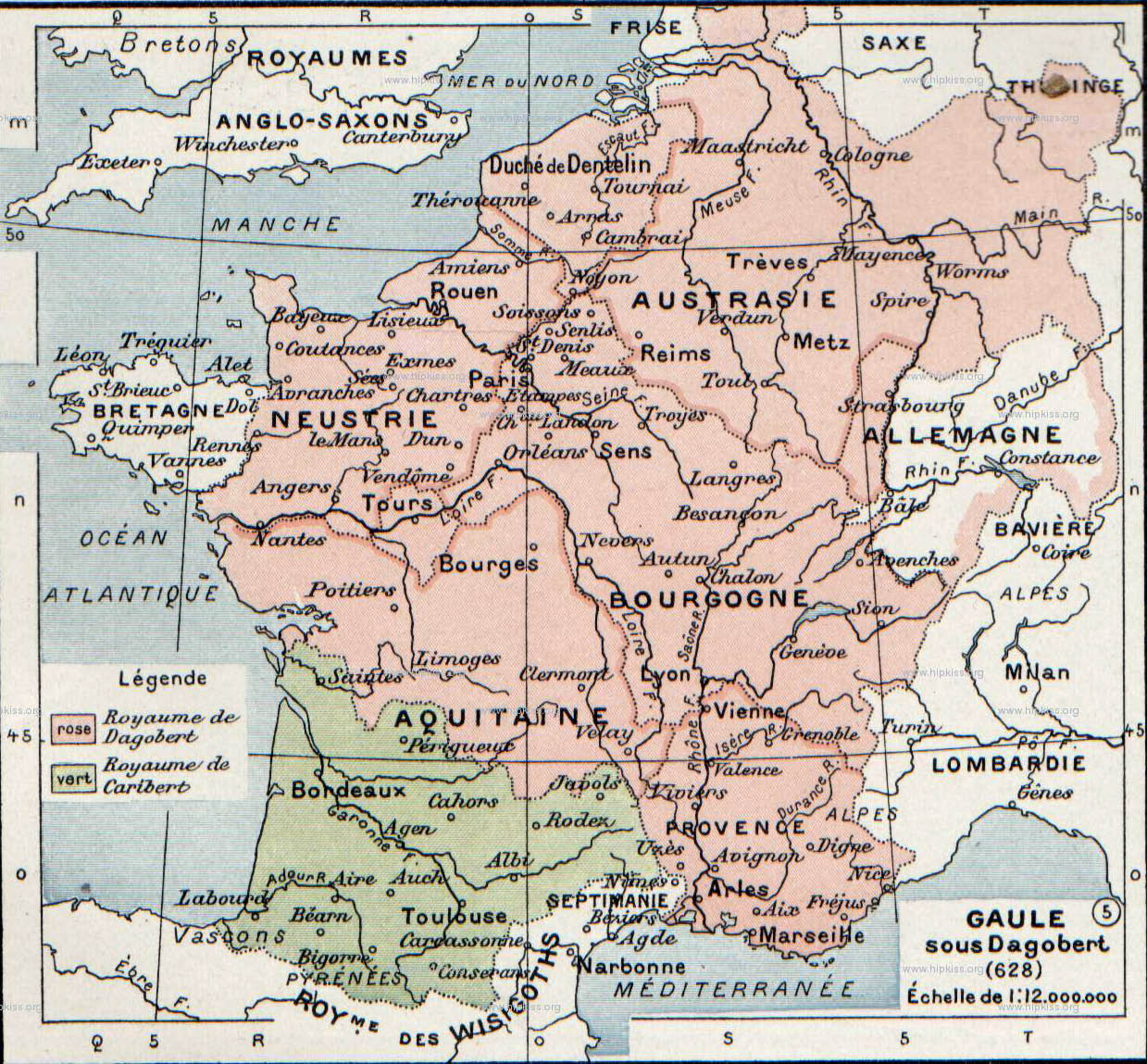
Il ducato di Felice è in verde.

Felice (... – 676 circa) fu duca d'Aquitania e duca di Guascogna.

## Origine
Nato da nobile famiglia di cui non si hanno notizie. Nell'Ex Miraculis S. Martialis Lemovicensis Episcopi è definito nobilissimo e famoso.

## Biografia
Subentrò a Boggio tra il 660 ed il 670, sempre secondo l'Ex Miraculis S. Martialis Lemovicensis Episcopi era il Patrizio di Tolosa e governava tutte le città sino ai Pirenei e sul popolo dei Vasconi, al tempo che Ebroino era maggiordomo di palazzo (658-681). Continuò ad essere vassallo dei re Franchi. Durante il suo ducato ebbe buoni rapporti con i Baschi, che non gli erano vassalli. Il suo ducato comprendeva: la Guascogna, Tolosa e Bordeaux ma non i territori compresi tra la Garonna e la Loira.
A Felice successe Lupo I.

### Fonti primarie
- (LA)  Rerum Gallicarum et Francicarum Scriptores, tomus tertius.